# Cheryl Toman
Cheryl Toman (geb. 21. Mai 1965 in Chicago) ist eine US-amerikanische Literaturwissenschaftlerin mit Fokus auf frankophone Literaturen afrikanischer Autorinnen aus Gabun, Kamerun und Mali. Sie ist ordentliche Professorin für Französisch an der University of Alabama. 2016 wurde sie als erste Amerikanerin und erste Frau Präsidentin der Biennale de la Langue Française. 2020 wurde ihr der Ordre des Palmes Académiques zuerkannt.

## Leben
Cheryl Toman wurde in Chicago geboren und wuchs im Süden der Stadt auf. Ihre Familie ist osteuropäischer Herkunft. Da sie in einem Arbeitermilieu aufgewachsen sei, habe sie viel über Rassismus, Sexismus und Intoleranz gelernt, was sie als Mitgrund für ihre späteren Studienschwerpunkte (Frauenforschung und Afrikastudien) angibt. Nach zwei Masterstudiengängen (Französisch, Linguistik) an der University of Illinois at Chicago und der University of Chicago promovierte sie 1996 im Fachgebiet Interdisziplinäre Französische Studien an der University of Illinois in Urbana-Champaign. Bevor sie den Lehrstuhl für Französisch an der University of Alabama übernahm, war sie assoziierte Professorin für Französisch und frankophone Studien, Direktorin des Ethnic Studies-Programms und Ko-Direktorin des Women’s and Gender Studies-Programms an der Case Western Reserve University.
Toman war zwei Mal Fulbright-Stipendiatin (2007, 2019) und erhielt 2011 ein Brown Foundation Fellowship des Museum of Fine Art, Houston. 2016 wurde sie als erste Amerikanerin und erste Frau zur Präsidentin der Biennale de la Langue Française ernannt. 2020 hat ihr die französische Regierung den Ordre des Palmes Académiques verliehen.
Das Forschungsgebiet von Toman umfasst frankophone Literaturen afrikanischer Autorinnen aus Gabun, Kamerun und Mali. Sie forscht auch zu Frauen in der arabischen Welt, speziell im Nahen Osten. Ihr erstes Buch Contemporary Matriarchies in Cameroonian Francophone Literature (2008) ist die erste umfassende Studie über die Geschichte des Schreibens von Frauen im frankophonen Kamerun. Bei ihrem zweiten Buch Women Writers of Gabon: Literature and Herstory (2016) handelt es sich um die erste englischsprachige Studie in Buchlänge über gabunische Literatur. Der Fokus liegt auf gabunischen Schriftstellerinnen der ersten Generation wie Justine Mintsa, Honorine Ngou, Sylvie Ntsame und Angèle Rawiri und ihrer Unsichtbarkeit im afrikanischen Literaturkanon. Tomans aktuelles Buchprojekt ist eine vergleichende Analyse zwischen dem Schreiben malischer Frauen und der Wassoulou-Musik.
Toman ist auch als Übersetzerin vom Französischen ins Englische tätig. Ihr Fokus liegt dabei auf Werken frankophoner Autorinnen und Autoren aus oder mit Bezug zu Afrika wie Thérèse Kuoh-Moukoury, Noureddine Aba, Justine Mintsa und Alice Endamne.

## Auszeichnungen
- 2007: Fulbright-Stipendium für Lehre und Forschung im Fachgebiet Vergleichende Literaturwissenschaft und Frauenforschung an der Lebanese American University in Beirut
- 2011: Stipendiatin am Dora-Maar-Haus in Ménerbes, Frankreich, mit einem Brown Foundation Fellowship
- 2016: Ernennung zur Präsidentin der Biennale de la Langue Française
- 2019: International Education Administrator’s Fulbright, Deutschland
- 2020: Ernennung als Officier in Frankreichs Ordre des Palmes Académiques[6]

## Publikationen

### Monografien
- Contemporary Matriarchies in Cameroonian Francophone Literature: ‚On est ensemble‘. Summa, Birmingham 2008, ISBN 978-1-883479-60-2.
- Women Writers of Gabon: Literature and Herstory. Lexington, Lanham 2016, ISBN 978-1-4985-3720-9.

### Herausgeberschaft
- On Evelyne Accad: Essays in Literature, Feminism, and Cultural Studies. Mit einem Vorwort von Nawal El Saadawi. Summa Publications, Birmingham 2007, ISBN 978-1-883479-53-4.
- Gastherausgeberin eines Bandes über Frauen, Aktivismus und die Künste für Al-Raida, die Zeitschrift des Instituts für Frauenstudien der arabischen Welt, 2009.
- Gastherausgeberin einer Ausgabe über Frauen, Krieg und Konflikt für das Women’s Studies International Forum, 2009.
- Defying the Global Language: Perspectives in Ethnic Studies. Teneo, Amherst 2013, ISBN 978-1-934844-84-7.
- Capital Culture: Perspectives in Ethnic Studies II. La Doxa Editions, Frankreich 2019, ISBN 978-2-37638-074-0.
- Gastherausgeberin eines Sonderhefts über afrikanische Schriftstellerinnen aus Zentralafrika, Women in French Studies, 2020.

### Übersetzungen
- Thérèse Kuoh-Moukoury: Essential Encounters. Übersetzt und mit einer Einleitung von Cheryl Toman. Modern Language Association of America, New York 2002, ISBN 978-0-87352-794-1.
- Noureddine Aba: It Was Yesterday Sabra and Chatila. Übersetzt von Cheryl Toman und Evelyne Accad. L’Harmattan, Paris 2004, ISBN 978-2-7475-5747-4.
- Alice Endamne: Afropean. Übersetzt und mit einem Nachwort von Cheryl Toman. CreateSpace Publishing, Cleveland 2015, ISBN 978-1-5187-3725-1.
- Justine Mintsa: Awu’s story: A Novel. Übersetzt und mit einer Einleitung von Cheryl Toman. University of Nebraska Press, Lincoln 2018, ISBN 978-1-4962-0693-0.
- Alice Endamne: The Grass is Always Greener in California: An Afropean Story. Übersetzt von Cheryl Toman et al. CreateSpace Publishing, Cleveland 2020, ISBN 979-8-6962-7117-0.

### Artikel (Auswahl)
- Fang Culture in Gabonese Women’s Writing: Reading Histoire d’Awu by Justine Mintsa. In: Research in African Literatures. Band 41, Nr. 2, Sommer 2010, S. 121–132.
- The Impact of African Feminisms and Performance in Conflict Zones: Werewere Liking in Cote-d’Ivoire and Mali. In: Feminist Studies. Band 41, Nr. 1, 2015, S. 72–87.
- Marie-Claire Matip and Thérèse Kuoh-Moukoury as (In)Visible Pioneers: Early Works by Women Writers and the Struggle for Inclusion in Cameroon’s National Educational Program. In: Women in French Studies. Band 27, 2019, S. 143–158.
- The Anglophone Problem as Seen through the Eyes of Some of Cameroon’s Most Prominent Veteran and Emerging Scholars. In: Journal of the African Literature Association. Band 14, Nr. 2, 2020, S. 173–179.